# ویشه سلو
ویشه سلو (به صربی: Više Selo) یک منطقهٔ مسکونی در صربستان است که در بلاتسه واقع شده‌است. ویشه سلو ۱۱۷ نفر جمعیت دارد.